# Liste der Monuments historiques in Attignéville
Die Liste der Monuments historiques in Attignéville führt die Monuments historiques in der französischen Gemeinde Attignéville auf.

## Liste der Immobilien
| Bezeichnung | Beschreibung    | Standort                     | Kennzeichnung | Schutzstatus | Datum | Bild |
| ----------- | --------------- | ---------------------------- | ------------- | ------------ | ----- | ---- |
| Wegekreuz   | bezeichnet 1684 | Rue Claude le Lorrain (Lage) | PA00107082    | Classé       | 1909  |      |

## Liste der Objekte
| Bezeichnung                                   | Beschreibung                                                            | Standort                        | Kennzeichnung | Schutzstatus | Datum | Bild |
| --------------------------------------------- | ----------------------------------------------------------------------- | ------------------------------- | ------------- | ------------ | ----- | ---- |
| Skulptur eines heiligen Bischofs mit Stiftern | Stein, farbig gefasst, Ende des 16. Jahrhunderts                        | in der Kirche St-Lambert (Lage) | PM88000019    | Classé       | 1980  |      |
| Skulptur Madonna mit Kind                     | Kalkstein, farbig gefasst, 16. Jahrhundert                              | in der Kirche St-Lambert (Lage) | PM88001971    | Inscrit      | 2008  |      |
| Pietà                                         | Stein, farbig gefasst, um 1500                                          | in der Kirche St-Lambert (Lage) | PM88000017    | Classé       | 1963  |      |
| Skulptur Heiliger Lambertus                   | Stein, farbig gefasst, 16. Jahrhundert                                  | in der Kirche St-Lambert (Lage) | PM88000018    | Classé       | 1980  |      |
| Retabel                                       | Darstellung der Kreuzigung und der Apostel; Stein, farbig gefasst, 1529 | in der Kirche St-Lambert (Lage) | PM88000016    | Classé       | 1908  |      |